# Берёзовка (Стерлитамакский район)
Берёзовка (баш. Берёзовка) — деревня в Стерлитамакском районе Республики Башкортостан Российской Федерации. Входит в состав Куганакского сельсовета.

## География

### Географическое положение
Расстояние до:
- районного центра (Стерлитамак): 30 км,
- центра сельсовета (Большой Куганак): 14 км,
- ближайшей ж/д станции (Усть-Зиган): 12 км.

## История
До 2008 года деревня входила в состав Покровского сельсовета.

## Население
| 2002 | 2009 | 2010 |
| ---- | ---- | ---- |
| 27   | ↘10  | ↘3   |